# Campeonato Mundial de Atletismo de 2005 - Salto em distância feminino
O salto em distância feminino no Campeonato Mundial de Atletismo de 2005 foi realizada no Estádio Olímpico, em Helsinque, na Finlândia, nos dias 9 e 10 de agosto de 2005.

## Recordes
Antes desta competição, os recordes mundiais e do campeonato nesta prova eram os seguintes:
| Tipo                  | Atleta               | Distância | Local      | Data                  |
| --------------------- | -------------------- | --------- | ---------- | --------------------- |
|                       | Galina Chistyakova   | 7,52      | Leningrado | 11 de junho de 1988   |
| Recorde do campeonato | Jackie Joyner-Kersee | 7,36      | Roma       | 4 de setembro de 1987 |

## Medalhistas
| Ouro                 | Prata               | Bronze                 |
| Tianna Madison (USA) | Eunice Barber (FRA) | Yargelis Savigne (CUB) |

## Calendário
Todos os horários estão no horário local (UTC+2)
| Data         | Horário | Fase         |
| ------------ | ------- | ------------ |
| 9 de agosto  | 14:29   | Qualificação |
| 10 de agosto | 18:35   | Final        |

## Resultados

### Qualificação
Qualificação: 6.65 m (Q) ou as 12 melhores performances (q).
Grupo A
| Pos. | Atleta               | Nacionalidade  | Tentativas | Tentativas | Tentativas | Marca | Notas |
| Pos. | Atleta               | Nacionalidade  | 1          | 2          | 3          | Marca | Notas |
| ---- | -------------------- | -------------- | ---------- | ---------- | ---------- | ----- | ----- |
| 1    | Concepción Montaner  | Espanha        | 6.65       | –          | –          | 6.65  | Q     |
| 2    | Yargelis Savigne     | Cuba           | 6.57       | x          | x          | 5.57  | q     |
| 3    | Kelly Sotherton      | Grã-Bretanha   | 6.55       | 6.34       | 6.35       | 6.55  | q     |
| 4    | Elva Goulbourne      | Jamaica        | 6.52       | 6.53       | x          | 6.53  | q     |
| 5    | Rose Richmond        | Estados Unidos | 6.53       | 6.29       | 6.38       | 6.53  |       |
| 6    | Fiona May            | Itália         | 6.36       | 6.34       | 6.51       | 6.51  |       |
| 7    | Marestella Sunang    | Filipinas      | 4.81       | 6.46       | x          | 6.46  |       |
| 8    | Naide Gomes          | Portugal       | 6.42       | 6.27       | x          | 6.42  |       |
| 9    | Natalia Kilpeläinen  | Finlândia      | x          | 6.34       | 6.27       | 6.34  |       |
| 10   | Ineta Radēviča       | Letônia        | x          | 6.13       | 6.18       | 6.18  |       |
| 11   | Soko Salaqiqi        | Fiji           | 5.55       | 5.77       | x          | 5.77  |       |
| 12   | Martina Darmovzalová | Chéquia        | 5.74       | x          | x          | 5.74  |       |
| —    | Kéné Ndoye           | Senegal        |            |            |            | DNS   |       |
| —    | Tatyana Kotova       | Rússia         |            |            |            | DSQ   | [ 3 ] |

Grupo B
| Pos. | Atleta               | Nacionalidade  | Tentativas | Tentativas | Tentativas | Marca | Notas |
| Pos. | Atleta               | Nacionalidade  | 1          | 2          | 3          | Marca | Notas |
| ---- | -------------------- | -------------- | ---------- | ---------- | ---------- | ----- | ----- |
| 1    | Tianna Madison       | Estados Unidos | 6.83       | –          | –          | 6.83  | Q,    |
| 2    | Tünde Vaszi          | Hungria        | 6,62       | x          | –          | 6.62  | q     |
| 3    | Eunice Barber        | França         | 6.50       | 6.60       | 6.60       | 6.60  | q     |
| 4    | Grace Upshaw         | Estados Unidos | 6.53       | x          | 6.59       | 6.59  | q     |
| 5    | Oksana Udmurtova     | Rússia         | 6.06       | 6.49       | 6.56       | 6.56  | q     |
| 6    | Anju Bobby George    | Índia          | 6.54       | 6.38       | 6.47       | 6.54  | q,    |
| 7    | Jackie Edwards       | Bahamas        | 6.53       | x          | 6.53       | 6.53  | q     |
| 8    | Kumiko Imura         | Japão          | x          | 6.51       | x          | 6.51  | q     |
| 9    | Oleksandra Shyshlyuk | Ucrânia        | x          | 6.40       | 6,30       | 6.40  | q     |
| 10   | Bianca Kappler       | Alemanha       | 6.11       | x          | 6.35       | 6.35  | q     |
| 11   | Ioanna Kafetzi       | Grécia         | x          | 6.31       | x          | 6.31  | q     |
| 12   | Adina Anton          | Roménia        | x          | x          | 6.25       | 6.25  | q     |
| —    | Irina Simagina       | Rússia         |            |            |            | DNS   |       |

### Final
A final ocorreu dia 10 de agosto às 18:35.
| Pos.              | Atleta              | Nacionalidade  | Tentativas | Tentativas | Tentativas | Tentativas | Tentativas | Tentativas | Marca | Notas                |
| Pos.              | Atleta              | Nacionalidade  | 1          | 2          | 3          | 4          | 5          | 6          | Marca | Notas                |
| ----------------- | ------------------- | -------------- | ---------- | ---------- | ---------- | ---------- | ---------- | ---------- | ----- | -------------------- |
| Medalha de ouro   | Tianna Madison      | Estados Unidos | x          | 6.69       | 6.35       | x          | 6.89       | x          | 6.89  | Recorde pessoal      |
| Medalha de prata  | Eunice Barber       | França         | 6.44       | x          | 6.31       | 6.70       | x          | 6.76       | 6.76  |                      |
| Medalha de bronze | Yargelis Savigne    | Cuba           | 6.69       | 6.34       | x          | x          | 6.51       | 6.67       | 6.69  |                      |
| 4                 | Anju Bobby George   | Índia          | 6.66       | 6.59       | 6.57       | 6.51       | x          | 6.56       | 6.66  | Recorde da temporada |
| 5                 | Oksana Udmurtova    | Rússia         | 6.45       | 5.97       | 6.53       | 6.46       | x          | 6.28       | 6.53  |                      |
| 6                 | Grace Upshaw        | Estados Unidos | 6.44       | 6.24       | 6.49       | 6.51       | x          | 6.38       | 6.51  |                      |
| 7                 | Kelly Sotherton     | Reino Unido    | 6.38       | x          | 6.42       | x          | x          | x          | 6.42  |                      |
|                   |                     |                |            |            |            |            |            |            |       |                      |
| 8                 | Jackie Edwards      | Bahamas        | 6.14       | x          | 6.42       |            |            |            | 6.42  |                      |
| 9                 | Tünde Vaszi         | Hungria        | 6.32       | 6.25       | 6.11       |            |            |            | 6.32  |                      |
| 10                | Concepción Montaner | Espanha        | 6.32       | 6.05       | 6.11       |            |            |            | 6.32  |                      |
| 11                | Elva Goulbourne     | Jamaica        | 6.21       | x          | x          |            |            |            | 6.21  |                      |
| —                 | Tatyana Kotova      | Rússia         |            |            |            |            |            |            | DSQ   | [ 3 ]                |

Legenda
| Recorde mundial       | Recorde mundial (World record)               |                       | Recorde africano                      | Recorde africano (African) |                                           | Q | Classificado por posição (Qualified) |
| Recorde do campeonato | Recorde do campeonato (Championship record)  | Recorde da América    | Recorde da América (Americas)         | q                          | Classificado por melhor tempo (Qualified) |   |                                      |
| Melhor marca do ano   | Melhor marca do ano (World leading)          | Recorde asiático      | Recorde asiático (Asian)              | DNS                        | Não largou (Did not start)                |   |                                      |
| Recorde nacional      | Recorde nacional (National record)           | Recorde europeu       | Recorde europeu (European)            | DNF                        | Não terminou (Did not finish)             |   |                                      |
| Recorde pessoal       | Recorde pessoal do atleta (Personal best)    | Recorde da Oceania    | Recorde da Oceania (Oceania)          | DSQ / DQ                   | Desclassificado (Disqualified)            |   |                                      |
| Recorde da temporada  | Recorde da temporada do atleta (Season best) | Recorde sul-americano | Recorde sul-americano (South America) | NM                         | Sem marca (No mark)                       |   |                                      |